# False verità (film)
False verità (Where the Truth Lies) è un film del 2005 diretto da Atom Egoyan, basato sull'omonimo romanzo di Rupert Holmes, presentato in concorso al 58º Festival di Cannes.

## Trama
Florida 1957. Lanny Morris e Vince Collins sono dei famosi e amati intrattenitori che conducono con successo il Telethon, formando una delle coppie più affiatate del mondo dello spettacolo. Il giorno dopo l'estenuante maratona televisiva, è prevista una loro trasferta nel New Jersey, in un noto albergo proprietà di un mafioso italo-americano, per promuovere la nuova ala. All'arrivo nella fastosa suite a loro riservata, nella loro camera viene rinvenuto il cadavere di Maureen O'Flaherty, annegata nella vasca da bagno. Nonostante la provata estraneità con l'omicidio, ciò segnerà per sempre la loro carriera ed amicizia.
1972- Vince è in procinto di pubblicare un'autobiografia e l'ambiziosa giornalista Karen O'Connor vuole far luce sul passato dei due, per scoprire la verità sulla morte di Maureen O'Flaherty. Karen da piccola, aveva partecipato al fatidico Telethon, testimoniando loro la propria guarigione dalla poliomielite, e crescendo con il mito dei conduttori, soprattutto Lanny.
Dopo aver incontrato per caso quest'ultimo in aereo - ed essersi presentata con il falso nome di Bonnie Trout - vi trascorre una notte insieme, ma la mattina seguente lui scompare senza lasciare neanche un biglietto. Karen si reca a casa di Vince per intervistarlo quando inaspettatamente giunge Lanny. Vince, scoprendo la loro conoscenza, rifiuta di continuare l'intervista ma invita la ragazza per una cena. Esso è un espediente per intrattenerla in intimità e scattarle delle foto compromettenti, onde ricattarla ed impedirle di continuare le indagini sulla morte di Maureen.
Vince si reca in quell'albergo in Florida e si uccide. Karen giunge alla verità. Maureen studiava per diventare giornalista, pagandosi gli studi lavorando nell'albergo come cameriera. Ella recava un enorme registratore a bobina nascosto in un carrello portavivande per intervistare Lanny, il quale naturalmente le chiede in cambio un rapporto sessuale. Durante l'atto si intromette Vince che tenta possedere il suo amico che si oppone furiosamente. Maureen che aveva registrato l'alterco, tenta di ricattarli ma sotto effetto delle droghe si addormenta per essere ritrovata morta il mattino dopo. Non resta che nascondere il corpo in una cassa di aragoste sotto ghiaccio fornita dal boss e farlo ritrovare nel New Jersey.
Reuben, valletto della coppia, che amava spiarli nascosto in un armadio, confessa a Karen di aver ucciso Maureen soffocandola nel sonno con un cuscino e di possedere il nastro a bobina compromettente. Egli dapprima aveva chiesto a Vince un milione di dollari per non diffonderlo, spingendolo al suicidio. L'uomo a quel punto le chiede la stessa somma tramite il di lei editore per farsi pubblicità quale assassino di Maureen. Karen si rifiuta e si reca dalla madre della vittima dicendole che non renderà pubblica la verità sulla morte della figlia.

## Riconoscimenti
- 2005 - Festival di Cannes
  - Nomination Palma d'oro a Atom Egoyan
- 2006 - Genie Award
  - Miglior sceneggiatura non originale a Atom Egoyan
  - Nomination Miglior scenografia a Phillip Barker e Carolyn 'Cal' Loucks
  - Nomination Miglior montaggio a Susan Shipton
  - Nomination Miglior colonna sonora a Mychael Danna
  - Nomination Miglior sonoro a Chris Munro, John Hazen e Daniel Pellerin
- 2006 - Chlotrudis Awards
  - Nomination Miglior scenografia
- 2006 - Directors Guild of Canada
  - Migliore scenografia a Phillip Barker
  - Nomination Miglior film
  - Nomination Miglior regia a Atom Egoyan
  - Nomination Miglior montaggio a Susan Shipton
- 2006 - Writers Guild of Canada
  - Nomination Miglior sceneggiatura a Atom Egoyan